# Nürnbergkrøniken
Nürnbergkrøniken er en illustreret bibelsk parafrase og verdenshistorie, der følger menneskehedens historie i relation til biblen; den fortæller historien for mange vigtige byer i vesten. Den er skrevet på latin af Hartmann Schedel og bearbejdet til tysk af Georg Alt og blev udgivet i 1493. Illustrationerne er træsnit af Michael Wolgemut og Wilhelm Pleydenwurff. Det er en af de bedst beskrevne tidlige trykte bøger - en inkunabel - og en af de første, der integrerer illustrationer og tekst.
Lærde kalder den Liber Chronicarum (dansk: ~ Krønikernes bog), da denne linje står i introduktionen i den latinske udgave. På engelsk kaldes den Nuremberg Chronicle og på dansk Nürnbergkrøniken efter den by, hvor den blev udgivet. På tysk kaldes den Die Schedelsche Weltchronik (dansk: ~ Schedels Verdenshistorie) efter forfatteren.